# Grammatica (Corniglio)
Grammatica è una frazione del comune italiano di Corniglio, nella provincia di Parma, in Emilia-Romagna.

## Geografia fisica
Grammatica sorge sulla cima di un ripiano orografico posto alla sinistra della valle del torrente Bratica. Il borgo conserva un impianto urbanistico di tipo lineare, con antichi caseggiati disposti lungo la strada principale e sottopassi ad arco che si intersecano con le mulattiere. La frazione dista 4 km dal capoluogo comunale. La sua altezza, 1026 m s.l.m., la rende la frazione più alta del comune cornigliese.

## Storia
Il borgo fu una delle antiche coorti di Monchio, sorto in epoca alto-medievale, anche se è attestato per la prima volta in un documento risalente al 1327. Rimase sotto giurisdizione vescovile sino alla soppressione dei feudi nel 1805.

## Monumenti e luoghi d'interesse

### Chiesa dell'Assunzione di Maria Vergine

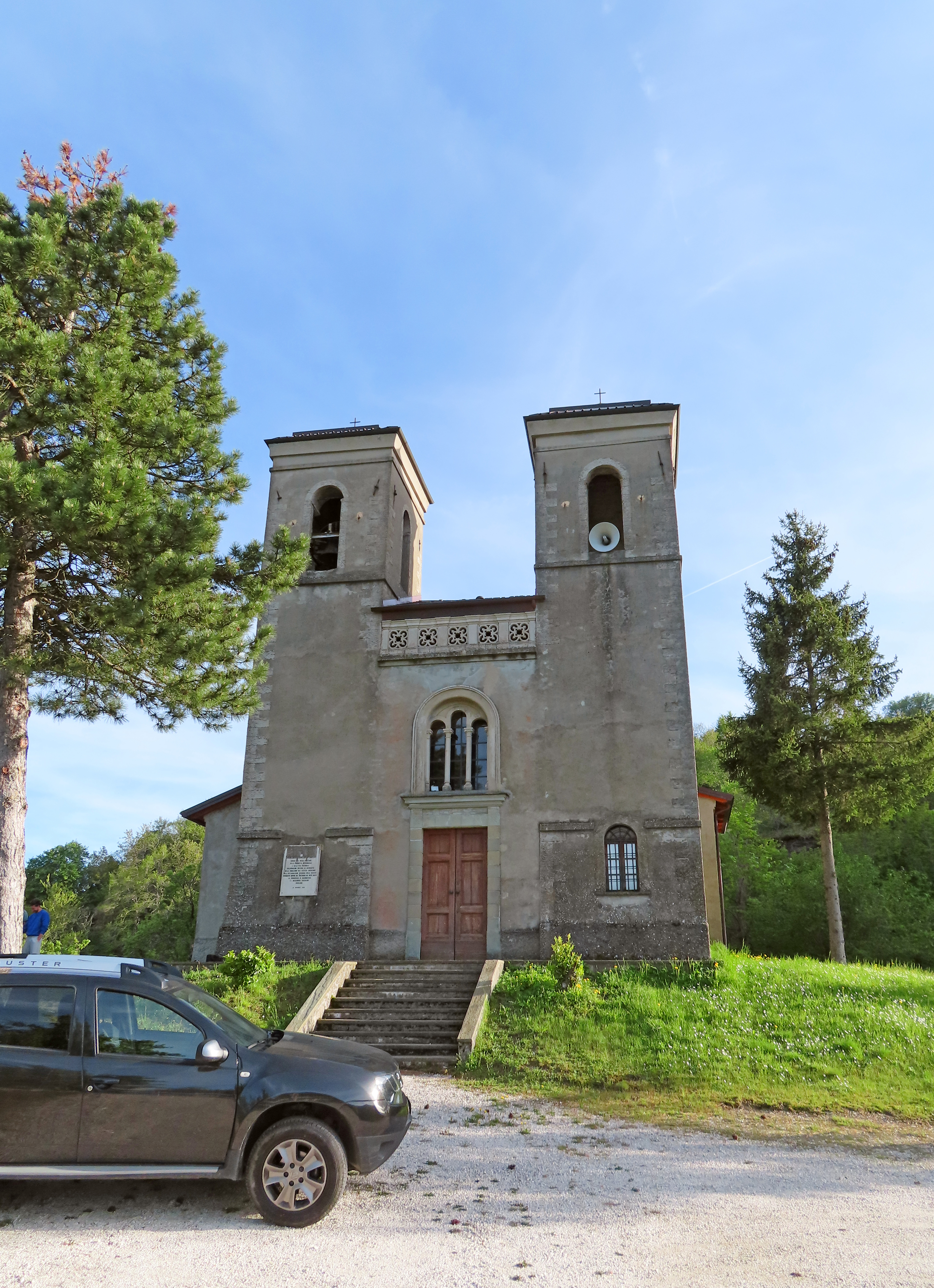
Chiesa dell'Assunzione di Maria Vergine

Edificata originariamente in epoca imprecisata, la piccola cappella fu eretta a sede parrocchiale autonoma nel 1530 e fu successivamente ampliata, ma la prima testimonianza certa della sua costruzione risale solo al 1651; dotata della prima torre campanaria nel 1836, la chiesa nel 1908 fu profondamente modificata in forme neoromaniche, contestualmente all'innalzamento del secondo campanile simmetrico del primo, e nel 1938 fu elevata a santuario mariano intitolato ai Monti della Beata Vergine di Fontanellato. L'edificio, affiancato da due cappelle laterali, accoglie alcune opere seicentesche di pregio, tra cui il fonte battesimale, uno stendardo e vari oggetti liturgici in argento.